# АЕЦ „Катеном“
АЕЦ „Катеном“ е атомна електрическа централа в Лотарингия, в община Катеном, Франция, на р. Мозел между Тионвил (на 10 км нагоре по реката) и Трир (80 км надолу). Близо е до град Люксембург (35 км) и Мец (40 км).

## Описание
Има 4 реактора с вода под налягане, които са построени между 1979 и 1991 и всеки от тях произвежда 1300 MW електричество. Централата е относително модерна и голяма. През 2006 произвежда най-много електричество (34 TWh) – само след АЕЦ Гравлин (38.5 TWh) и АЕЦ Палуел (34.9 TWh).

### Охлаждане
Използват се четири отделни охладителни кули, които използват 890000000 м3 вода от река Мозел годишно. Допълнително е създадено езерото Миргенбах, за да съхранява вода. През 1985 е създадено и друго езеро в планината Вогези. Създаването му е наводнило някои подземни части на Линията „Мажино“

## Събития
- През март 2001, от сградата на реактор 3 са евакуирани 131 души, заради фалшива тревога. Никой не е ранен и няма изпусната радиация.[3]
- На 12 март 2008, служител е изложен на около 1/20 от годишната максимална доза.[4]

- Осем работника са изложени на радиация през март 2005.[5]